# 서유리
서유리(1985년 2월 8일~)는 대한민국의 성우이자 방송인이다. 출생 시 이름은 서영은이었으나, 2008년 서유리로 개명하였다.
2008년 대원방송 1기 공채 성우로 입사하였으며, 2009년 도라에몽의 이미순 역으로 첫 데뷔하였다. 동기들 중에서 최연소였다. 대한민국 코믹월드에서 코스프레 활동을 하였으며, 제3대 던파걸 시절에도 '로즈나비'라는 이름으로 인기를 끌었다. 가수 아일랜더의 곡 ’사랑하나 못하는 바보’의 뮤직비디오에 출연한 적도 있었다. 그리고 여러 캐릭터들의 코스튬플레이로 인해 많은 인기를 얻고 있는 여자 성우다. 또한 맥심에서는 13년 8월호와 14년 10월호에서 커버모델로 활동하기도 하였고, 최근에는 2014 부천국제만화축제의 홍보대사로 위촉되어 활동하기도 했다.

## 학력
- 계명대학교 연극영화과 (중퇴)

## 연예(방송/배우 등) 활동

### 드라마
- 칠전팔기 구해라 (Mnet)
- 너희들은 포위됐다 (SBS) - 클럽난동녀 역
- 응답하라 1994 (tvN) - 주경 역
- 질투의 화신 (SBS) - 홍지민 역
- 으라차차 와이키키 (JTBC) - 라디오 DJ 역
- 복수노트 2 (XtvN) - 김선희 역
- 내일 지구가 망해버렸으면 좋겠어 (넷플릭스) - 목소리 출연
- 타로: 일곱 장의 이야기 (U+모바일tv) - 은샘맘 역

### 방송 프로그램
- 삼국지 덕후콘서트 (중화TV) - 한석준과 공동 MC
- 한판만 시즌 3 (온게임넷)
- 728호 아저씨의 게임이야기 (온게임넷)
- LOL Night Show - 나는 캐리다 (온게임넷)
- SNL 코리아 (tvN) - 고정 출연(시즌3 ~ 시즌5)
- 굿모닝 대한민국 (KBS 2TV)
- 당신을 구하는 TV, 우리는 형사다 (JTBC)
- 도전 1000곡 (SBS)
- 오늘 밤 어때? (TRENDY)
- 남자공감 랭크쇼 M16 (XTM) - MC로 출연(2013년 8월 16일 ~ )
- 서유리와 룬테라의 '여기는 섬머캠프' - 보이는 라디오 (유튜브)
- 성우 빅 쇼 (SBS 러브FM 라디오)
- 섹션TV 연예통신 (MBC) - 리포터로 출연(2013년 7월 14일 ~ ) 돌아온 <허리케인 블루> 인터뷰
- 신동의 심심타파 (MBC 표준FM) - 게스트
- 컬투의 베란다쇼 (MBC)
- 퀴즈쇼 곱하기 9 (SBS)
- 화성인 X파일 (tvN)
- 쿨까당 (tvN) - 81회 게스트
- 케이윌의 영스트리트 (SBS 파워FM)
- 대단한 라디오 (SBS 파워 FM)
- 놀라운 대회 스타킹 (SBS)
- 식신로드 (Y-STAR)
- 독특한 연예뉴스 (OBS)
- 프로야구 매니저 (아프리카TV)[5]
- 마이 리틀 텔레비전 (MBC) - 미스 마리테(진행),다크엠빅(목소리)
- 출발 드림팀 (KBS 2TV)
- VJ특공대 (KBS 2TV) - 769회 내레이션
- 애니멀 힐링 캠프 (유튜브) - 서유리편
- 경찰청 사람들 2015 (MBC) - 재연 배우
- 시간을 달리는 TV (KBS 2TV) - 공동 MC
- 세바퀴 (MBC)
- 순정녀 (QTV)
- 고수의 비법 황금알 (MBN) - 패널
- 미스터리 음악쇼 복면가왕 (MBC)
- 모닝 와이드 (SBS) - 별에서on그대 인터뷰
- TV쇼 진품명품 (KBS 1TV)
- 우리말 겨루기 (KBS 1TV)
- 위기탈출 넘버원 (KBS 2TV) - 421회 게스트
- 실버퀴즈쇼 청춘열전 (CJ헬로비전) - MC
- 2015년 멜론 뮤직 어워드 (MelOn) 허영지와 공동 MC
- 2015년 청룡영화상 (SBS)
- 카톡쇼 (채널A) - 7회 게스트
- 죽방전설 (KBS N Sports) - 15회 게스트
- 호모앱플리쿠스 (QBS) - 앱 캐스터
- 마녀사냥 (JTBC)
- 무작정 패밀리시즌3 (MBC에브리원) - 31회 게스트
- 히어로즈 오프닝 더 스톰 (아프리카 TV) - 히오스 오픈베타 기념 생방송
- 서유리의 놀라운 TV뉴스 (종영) (올레 TV) - 아나운서
- 대국민 토크쇼 안녕하세요 (KBS2) - 222회 게스트
- 콩트 앤 더 시티 (tvN) - 8회 게스트
- ASMR 서유리의 아주 사적인 동화 (MBC에브리원)
- MBC 다큐프라임 304회 : 게임사업, 온라인 영토를 선점하라 (MBC) - 내레이션
- 코드 - 비밀의 방 (JTBC)
- 능력자들 (MBC) - 9회,12회,14회,15회,17회 게스트
- 잡학다식한 남자들의 히든카드 M16 (XTM) - 진행
- 너의 목소리가 보여시즌2 - 1회 게스트
- 방송국의 시간을 팝니다 (tvN) - 7회 게스트
- 헌집줄게 새집다오 (JTBC) - 7회 게스트
- 젠틀맨리그 (tvN) - 19회 게스트
- 해피투게더 (KBS 2TV) - 436회 게스트
- 아주 사적인 TV (종영) (MBC 에브리원)
- 고성국의 빨간 의자 (tvN) - 77회 게스트
- 허리케인 블루 (MBig TV) - 진행
- 서유리의 <마이 리틀 라디오> (MILK)
- 해피타임 (MBC) - 556회
- 어쩌다 어른 (O tvN) - 29회, 41회
- 엄지의 제왕 (MBN)
- 영재발굴단 (SBS) - 52회
- 청춘 마켓 (CJ 오쇼핑)
- 사랑해 (MBN)
- 비타민 (KBS 2TV) - 628회 게스트
- 출발 드림팀 시즌2 (KBS 2TV)
- 투자자들 (SBS)
- 와일드 썰 (MBC 에브리원) - 14회 게스트
- 리폼쇼 리얼하게 폼나게 (K STAR) - 4회 게스트
- 2016년 백상예술대상 (JTBC) - 포토월 진행
- 휴먼다큐 사람이 좋다 (MBC) - 181회 (이은결편)
- 진짜사나이시즌2 (MBC) - 개그맨 유격특집 (내레이션)
- 2016년 하계 올림픽 (MBC) - 종목 소개
- 대세남 (TV조선)
- 대국민 나눔프로젝트 십시일반 (KBS 1TV)
- 1대100 (KBS 2TV)
- 구석구석 숨은 돈 찾기(KBS 2TV)
- 2016 희망TV SBS - 희망노래방 부기부기 (SBS)
- 알짜왕 (JTBC)
- 까칠남녀 (EBS)
- 엄마의 소개팅 (KBS2)
- 모두의 퀴즈생활 (MBC 표준FM) - 진행자 (2018년 10월 8일 ~ 2021년 3월 26일)
- 2019 생방송 행복드림 로또 6/45 -게스트 871회
- 심야괴담회 (MBC) - 62회 게스트

### 뮤직비디오
- 아일랜더 - 사랑하나 못하는 바보
- 곤(GON) - 주제가 율동
- 응답하라 1994 - 너만을 느끼며

### 개인방송
- 다음 tv팟 - 방송종료
- 아프리카tv - 방송종료
- 트위치TV - 방송종료
- 숲코리아 - 방송중

### 광고/CF
- 2013년 《진왕》 게임 홍보광고 With 김민교
- 2013년 넷마블 《다함께 맞고퐁》 게임 홍보광고 With 김슬기
- 2013년 피망 《에이지 오브 스톰》 게임 홍보광고
- 2013년 《MAXIM》 8월호 모델
- 2013년 현대자동차 《아반떼》 차 광고 With 김민교, 이상훈, 안영미
- 2014년 《프로 야구 매니저》 게임 홍보광고
- 2014년 《싸우전트 메모리즈》 게임 홍보광고
- 2014년 《카와이 헌터Z》 게임 홍보광고
- 2014년 《MAXIM》 10월호 모델
- 2015년 기아자동차 《스포티지 R2.0》 차 광고
- 2015년 MBC 《광복70주년 대한민국만세 캠페인》 - 프로그램 편 캠페인 광고 With 섹션TV, 복면가왕, 마이 리틀 텔레비전, 라디오 스타 출연진들
- 2015년 넥슨 《영웅의 군단》 부스터 업데이트 홍보 광고
- 2015년 현대해상 《등하굣길의 마음예보》 캠페인광고
- 2015년 디즈니채널 《디 센던츠》 애니메이션 홍보 광고
- 2015년 현대해상 《두발 자전거의 마음예보》 캠페인 광고
- 2015년 XTM 《잡학다식한 남자들의 히든카드 M16》 방송 홍보 광고
- 2015년 《K WAVE》 9월호 모델
- 2016년 현대해상 《주차장의 마음예보》 문콕편 캠페인 광고
- 2016년 MBC 《예능 전문MC》 모집 광고
- 2016년 《허리케인 블루》 티저 광고 With 김진수, 이윤석
- 2016년 애니박스 《페어리 테일9 - 타르타노스 편》 홍보영상 With 남도형, 이동훈, 이지현
- 2016년 《아주 사적인 TV》 티저 광고 With 려욱, 양정원, 이준형, 허영지
- 2015년, 2016년 《bnt》 패션화보
- 2016년 《괴리성 밀리언 아서》 1주년 업데이트 홍보 광고
- 2016년 《리우 올림픽》 예고 (서유리편)
- 2016년 《코스모폴리탄》 패션화보
- 2016년 《걸리버 앱》 광고 모델

### 특수촬영
- ASMR - 서유리 ASMR <아주 사적인 동화> - 완결[6][7][8]
- 1회 선녀와 나무꾼
- 2회 인어공주
- 3회 빨간망토
- 4회 성냥팔이 소녀
- 5회 해와 달이 된 오누이
- 6회 게와 원숭이의 싸움
- 7회 백설공주(Snow White)
- 8회 빨간 구두
- 9회 잭과 콩나무
- 10회 헨젤과 그레텔
- 특별편 '양 세기'(Sheep Counting)

- 아주 사적인 TV -
- 1회 라푼젤
- 2회 잠자는 숲 속의 공주
- 3회 은혜 갚은 까치
- 4회 개구리 왕자
- 5회 벌거벗은 임금님
- 6회 토끼와 거북이
- 7회 <괴담 특집> 빨간 마스크
- 8회 <괴담 특집> 히로시마 일가족 실종 사건 (마지막화)

### 저서
- 성우 다이어리(상큼발랄 새내기 성우의 우당탕 녹음실 라이프, 니들북 출판사

## 성우 활동
굵은 글씨는 메인 캐릭터.

### TV 애니메이션
- Xxx홀릭시즌2 (대원방송) - 마루, 아메와라시
- Yes! 프리큐어5 (대원방송) - 박하늘 / 큐어 민트
- Yes! 프리큐어5 GoGo! (대원방송) - 박하늘 / 큐어 민트
- 금색의 갓슈벨!! (애니원) - 무신, 체리쉬
- 강철의 연금술사: 브라더후드 (대원방송) - 엔비, 로제 토마스, 피나코 록벨
- 날아라! 호빵맨 (재더빙) (애니맥스) - 치즈
- 날아라! 호빵맨 2기 ( 재더빙) (애니맥스) - 치즈, 애플
- 도라에몽 (대원방송) - 비실이 엄마 (8기 이후)
- 데스노트완전결착 2 (챔프TV)
- 드래곤볼 카이 (대원방송) - 부르마
- 드래곤볼 슈퍼 (대원방송) - 부르마
- 디지몬 세이버즈 (대원방송) - 메리
- 매일엄마
- 못말리는 3공주 (대원방송)
- 못말리는 3공주2 (대원방송)
- 미나미家 세자매 (대원방송) - 미나미 토마, 니노미야,리코
- 마나미家 세자매2 한 그릇 더 (대원방송) - 토마,리코
- 명탐정 코난 (투니버스) - 이미애, 비앙카
- 미치코와 핫친 (애니박스) - 베베우, 여사장, 페페,
- 뱀파이어 프린세스 (대원방송) - 사에구사 유키
- 벨제바브 (대원방송) - 힐데가르다
- 서몬마스터즈 블루드래곤 (대원방송) - 크룩
- 서몬마스터즈 블루드래곤 천계의 7룡 (대원방송) - 크룩
- 소년탐정 김전일 Original (대원방송) - 사쿠라기 루이코, 카토리 요코, 카야 쿄코, 모리시타 레미
- 소울이터 (챔프TV) - 료쿠, 메두사, 블레어, 킴
- 신령사냥 (대원방송) - 사나에
- 아기종벌레 포포 (KBS) - 빠삐, 뚜기, 코코
- 어떤 과학의 초전자포 (애니맥스) - 하루우에 에리이
- 완소! 퍼펙트 반장 (대원방송) - 혜련, 제인, 도레미
- 미라클체인지 퍼펙트 반장 (대원방송) - 레미, 수환
- 우리들이 있었다 (대원방송)
- 웰컴 투 동물농장 (대원방송) - 프리즈
- 유희왕 5D's (대원방송) - 서유리(사기리 미카게), 루아 , 코코로
- 유유백서 (애니원) - 루카, 아링, 영구, 루카
- 은하철도 999 (재더빙) (챔프 TV)
- 이누야샤 완결편 (대원방송) - 여우2(3화), 아스카, 셋쇼마루의 어머니
- 짜장소녀 뿌까 2기 (챔프TV)
- 절대가련 칠드런 (대원방송) - 노가미 아오이
- 투 러브 트러블 (대원방송) - 리사, 마론, 시즈
- 테니스의 왕자OVA (애니맥스) - 킨타로
- 텐카이 나이트 (대원방송) - 라이덴돌, 조이
- 판도라 하츠 (애니박스) - 에이다 베델리우스, 어린 빈센트
- 페어리 테일 (대원방송) - 루시 하트필리아, 어린 제라르, 가짜 루시, 어린 루시, 루시 엄마, 미래 루시
- 후레쉬 프리큐어 (대원방송) - 아즈키나(처음)
- 프리파라 시즌2 - 아로마, 제니스
- 해파리 공주 (대원방송) - 쇼코
- 흑신 (대원방송) - 고하쿠, 자타, 쿠로 어머니
- 흑집사 (대원방송) - 레이첼, 미나, 빅토리아
- 흑집사 스페셜 (대원방송) - 레이첼
- 원펀맨 - 후부키
- 역전재판 (애니박스) - 나츠미
- 혈관고 시즌2 (니켈로디언) - B형 여자
- 공룡메카드 (KBS1) - 홍유미

### 극장용 애니메이션
- 달빛공주 구출대작전 (MOVIE, 챔프)
- 지구를 지켜라! 상상파워 (MOVIE, 챔프) - 디에고
- Yes! 프리큐어5 극장판 : 거울나라의 미라클 대모험 - 박하늘/큐어민트
- 오즈의 마법사 (애니박스) - 탑, 배티 숙모
- 헬보이 : 폭풍의 검 (MOVIE, 챔프) - 리즈
- 헬보이 : 아이언펀치(MOVIE, 챔프) - 리즈
- 도라에몽 극장판 - 진구와 기적의섬 애니멀 어드벤처(2012) - 석구(안나)
- 도라에몽 극장판 : 진구와 태양왕전설(2010)(챔프) - 쿠쿠
- 도라에몽 극장판 : 진구의 인어대해전(2010) - 소피아
- 도라에몽 극장판 : 진구와 철인군단 날아라 천사들(2011) - 리루루
- 별을 쫓는 아이 (2011) - 아스나
- 페어리테일 극장판 : 봉황의 무녀(2012) - 루시 하트필리아
- 캡틴 하록 : Space Pirate (2013) - 케이
- 꾸루꾸루와 친구들 : 무지개 나무의 비밀
- 유희왕 극장판 : 시공을 초월한 우정 - 파라오, 루아, 블랙 매지션 걸
- 꿀벌 하치의 대모험 - 블랑카, 아미, 피코(무당벌래)
- 드래곤볼 극장판 1 : 신룡의 전설 - 부르마
- 드래곤볼 극장판 2 : 마신성의 잠자는 공주 - 부르마
- 드래곤볼 극장판 3 : 손오공의 신비한 대모험 - 부르마
- 드래곤볼 극장판 4 : 최강으로 가는 길 - 부르마
- 드래곤볼Z 극장판 1 :데드 존 - 부르마
- 드래곤볼Z 극장판 2 : 세상에서 가장 강한 자 - 부르마
- 드래곤볼Z 극장판 3 : 지구 통째로 대결전 - 부르마
- 드래곤볼Z 극장판 9 : 은하 아슬아슬!! 무지막지 굉장한 녀석!! - 부르마
- 드래곤볼Z 극장판 13 : 용권 폭발!! 손오공이 안 하면 누가 하랴! - 부르마
- 드래곤볼 OVA : 레이징 블래스트 슈퍼 사이언인 멸망 계획 - 부르마
- 날아라! 호빵맨 극장판 : 인어공주의 눈물 (애니맥스) - 치즈
- 날아라! 호빵맨 극장판 : 쓰레기맨의 별 (애니맥스) - 치즈, 물파스동자
- 날아라! 호빵맨 극장판 : 꿈고양이 나라의 야옹이 (애니맥스) - 치즈, 롤빵
- 날아라! 호빵맨 극장판 : 용기의 꽃이 필 무렵 (애니맥스) - 치즈, 롤빵
- 날아라! 호빵맨 극장판 : 태양을 향해 손바닥을 (애니맥스) - 치즈, 롤빵
- 날아라! 호빵맨 극장판 : 우당탕과 쌍둥이별 (애니맥스) - 치즈, 초롱
- 극장판 공룡메카드: 타이니소어의 섬 - 홍유미, 프레타

### 특수촬영 드라마
- 가면라이더 덴오 (챔프TV) - 하나 (시라토리 유리코)
- 가면라이더 키바 (챔프TV) - 노무라 시즈카 (코이케 리나)
- 가면라이더 디케이드 (챔프TV) - 어린 와타루 (후카사와 아라시), 코하나 (마츠모토 타마키)
- 가면라이더 더블 (챔프TV) - 소노자키 사에코/원하나 (나마이 아미)
- 가면라이더 드라이브 (챔프TV) - 시지마 키리코/고수현 (우치다 리오)
  - 가면라이더 극장판 : 가면라이더 드라이브 & 가이무 MOVIE 대전 풀 스로틀 - 시지마 키리코/고수현 (우치다 리오)
  - 가면라이더 극장판 : 슈퍼 히어로 대전 GP 가면라이더 3호 - 시지마 키리코/고수현 (우치다 리오)
  - 가면라이더 극장판 : 가면라이더 고스트 & 드라이브 초 MOVIE 대전 제내시스 - 시지마 키리코/고수현 (우치다 리오)
- 초성함대 세이저X (챔프TV) - 민지
- 파워레인저 엔진포스 (챔프TV) - 미우(엔진 실버) (스기모토 유미), 토리프터
  - 파워레인저 엔진포스 VS 와일드스피릿 - 미우(엔진 실버), 토리프터
- 파워레인저 정글포스 (챔프TV) - 지나

### 외화

#### 드라마
- 장미가 없는 꽃집 (JTBC) - 루리(모토카리야 유이카)

#### 드라마 CD
- 숨덕부 - 은예린
- 치즈인더트랩 - 강아영, 손민수

### 게임
- 리그오브레전드 - 애쉬, 잔나, (구)시비르, 기상캐스터 잔나[9], 프로젝트: 애쉬
- 던전앤파이터 - 나이트 로바토, 민타이, 여귀검사[10]
- 팡야 - 스피카
- 진왕 - 서유리 천사 펫
- 다함께 퐁퐁퐁
- 다함께 맞고퐁
- 스타 프로젝트온라인 - 다이제스 키리아누(제스)
- 스타 프로젝트 - 유애리
- 사우전드 메모리즈 for Kakao - 유리, 아서
- 킹덤 언더 파이어 온라인: 아발란체 (현재 : Age Of Storm)
- 서든어택 - 서유리(판매종료), 출발! 무한사냥
- 클로저스 - 서유리(현재 박선영)
- 괴리성 밀리언 아서 - 여귀검사, 이계형 서유리 (가넷ver), 이계형 서유리 (춘향ver), 이계형 서유리 (갤러해드ver), 이계형 서유리 (에베인ver), 이계형 서유리 (클레어ver)
- 미소녀게임 카와이헌터Z - 키아나 카슬라나, 라이덴 메이
- 빙고어드벤처 with BAND
- 리니지2
- 영웅서기 온라인 - 소서리스, 암살자, 거너, 이자벨
- 카오스 온라인 - 라데스, 로자미어
- 프로야구 매니저 - 부매니저 유리
- 삼국지천 - 서비스종료
- 거울전쟁 - 신성부활
- 데빌 메이커 도쿄 - 유키
- 마계촌 온라인 - 쉴라
- 코어마스터즈 - 야미, 데모나
- 그라나도 에스파다 - 에바 샤론, 올리비야
- 천지를 베다 - 대교(大橋)
- 별에 노래를 - 우주현
- 삼국블레이드 - 초선
- 문명6 - 선덕

### 내비게이션
- 《Tmap》- 애인같은 서유리,서유리,여신같은 서유리(판매중단)

## OST
- Yes! 프리큐어5 GoGo! (2번째엔딩) (With 김선영, 이재현, 이지현)[11]
- 날아라! 호빵맨 (오프닝) - 날아라! 호빵맨(With 김현심, 김현지) (애니맥스)
- 날아라! 호빵맨 (엔딩) - 용기 딸랑딸랑(With 김현심, 김현지) (애니맥스)
- 레 미제라블 소녀 코제트 - 바람의 저편[12]
- 울트라맨 가이아 (엔딩) - Lovin' you Lovin' me(With 김민정)
- 절대 가련 칠드런 (오프닝) - Over the Future(With 박선영, 여민정)[13]
- 절대 가련 칠드런 (엔딩) - 절대 Love x Love 선언(With 박선영, 여민정)[14]
- 킹덤 언더 파이어 온라인: 아발란체(현재 : Age Of Storm) (OST) - Rush In The Storm[15]
- 위층 여자 (OST) - 없어 (서유리.ver)

- 파워레인저 엔진포스 - G3 프린세스rap (박지윤, 이명희 와 같이)[17]

## 홍보대사
- 2013년 다함께 맞고퐁 - 김슬기와 같이 홍보모델
- 2013년 킹덤 언더 파이어 온라인: 아발란체 (현재 : Age Of Storm) 홍보모델
- 2013년 진왕 무협 웹게임 진왕 - 김민교와 같이 홍보모델
- 2013년 프로야구 매니저 홍보모델
- 2014년 CJ 헬로모바일 슈퍼레이스 챔피언십 홍보대사
- 2014년 제17회 부천국제만화축제 홍보대사
- 2015년 영웅의 군단 영웅의 군단'부스터'업데이트 홍보모델
- 2016년 괴리성 밀리언 아서 1주년 홍보모델

## 수상
- 2015년 MBC 방송연예대상 버라이어티 부문 여자 신인상
- 2016년 제28회한국PD대상 출연자상 성우 부문 수상
- 2016년 MAXIM 2016 K-MODEL AWARDS 베스트 커버 모델 부문 - 다다익선상 수상

## 공연
- 2016년 청춘페스티벌 B급 스테이지